# Els Hostalets
Els Hostalets – miejscowość w Hiszpanii, w Katalonii, w prowincji Girona, w comarce Alt Empordà, w gminie Llers.
Według danych INE w 2020 roku liczyła 498 mieszkańców – 249 mężczyzn i 249 kobiet.